# Ma-Xu Weibang

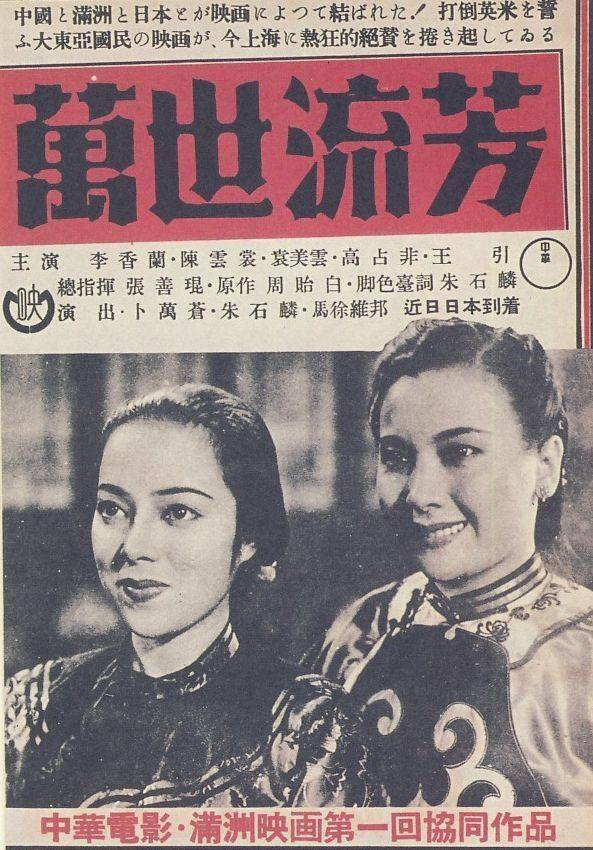
Poster de la pel·lícula Eternity del 1943

En una onomàstica xinesa Ma-Xu es el cognom i Weibang el prenom.
Ma-Xu Weibang (xinès simplificat: 马徐维邦) (Hangzhou, 1905 - Hong Kong, 1961) va ser un director de cinema xinès. Considerat un dels primers directors xinesos que van rodar films de cinema fantàstic i de terror i conegut com el "Lon Chaney d'Àsia".

## Biografia
Ma-Xu Weibang va néixer l'any 1905 a Hangzhou, província de Zhejiang (Xina). El seu nom original era Xu Weibang; però com que els seus pares van morir quan ell era jove, va afegir el cognom de la seva dona (Ma) al seu. Es va traslladar a Shanghai als 18 anys i, després de graduar-se a l'Escola Especialitzada de Belles Arts de Shanghai, hi va treballar com a professor ajudant.

#### Carrera cinematogràfica
Va iniciar la seva trajectòria en el món cinematogràfic, inicialment com escenògraf i actor a Mingxing, després un període curt a Langhua Film on als 21 anys va dirigir "The Love Freak" (Qingchang guairen) el 1926. Quan l'efímera companyia va tancar el mateix any, va tornar a Mingxing on va treballar com a escenògraf , actor i ajudant de direcció.
A partir de 1929 va treballar com a director per a diverses companyies diferents, aconseguint finalment el 1937 un gran èxit amb "夜半歌聲" (Song at Midnight) l'anomenada "primera pel·lícula de terror xinesa", basada en el llibre El fantasma de l'òpera de Gastón Leroux. El film s'ha classificat com representatiu d’una nova etapa del "cinema d’esquerres” i definit com a “cinema de defensa nacional”. Quan la pel·lícula es va estrenar a Xangai el febrer de 1937, amb una publicitat massiva, va tenir un gran èxit i finalment es va prohibir als menors de sis anys.
Durant la segona guerra sino-japonesa, va romandre a Shanghai i va continuar treballant, fins i tot fent una seqüela de Song at Midnight. El 1949 va marxar a Hong Kong, on va treballar en empreses com Great Wall i Xinhua. A Hong Kong, on la seva primera pel·lícula va ser A Maid's Bitter Story, va dirigir diverses pel·lícules, la majoria en mandarí, algunes en cantonès i (al final de la seva carrera) algunes pel·lícules d'estil d'òpera en Hokkien. No obstant això, mai va igualar l'èxit que havia tingut amb Song at Midnight, i la seva carrera va decaure lentament.
El 14 de febrer de 1961(les fonts difereixen quant a la data exacta) va morir a Hong Kong després de ser atropellat per un cotxe.

## Filmografia destacada
Com a actor, guionista o director Ma-Xu va participar en més de 60 pel·lícules la majoria de les quals s'han perdut.

#### Actor
| Any  | Títol anglès                  | Títol xinès | Director       |
| ---- | ----------------------------- | ----------- | -------------- |
| 1923 | An Orphan Rescues His Grandpa | 孤兒救祖記  | Zhang Shichuan |
| 1924 | Love and Vanity               | 誘婚        | Zhang Shichuan |
| 1926 | The Unknown Hero              | 無名英雄    | Zhang Shichuan |
| 1926 | A Shanghai Woman              | 上海一婦人  | Zhang Shichuan |
| 1929 | The Devil Incarnate           |             |                |
| 1934 | The Kindred Feelings          | 骨肉之恩    | Jiang Qi-Feng  |

#### Director
| Any  | Títol anglès                      | Títol xinès       |
| 1930 | Wailing in Hollow Valley          | 空谷猿聲          |
| 1934 | Pear Blossom in the Storm         | 暴雨梨花          |
| 1934 | Sweet Hell                        | 愛獄              |
| 1935 | Settle Down by the Hanjiang River | 寒江落雁          |
| 1937 | Song at Midnight                  | 夜半歌聲          |
| 1938 | Walking Corpse in an Old House    | Gu wu xing shi ji |
| 1938 | Poet's Soul in the Cold Moonlight | 冷月詩魂          |
| 1939 | The Laprous Girl                  | 麻瘋女            |
| 1940 | Wife and Concubine                | 刁劉氏            |
| 1942 | Compassion                        | 博愛              |
| 1943 | Eternity                          | 萬世流芳          |
| 1943 | The Story of Qiuhaitang (Part 1)  | 秋海棠(上集)      |
| 1945 | The Grand Hotel                   | 大飯店            |
| 1947 | Broken Spring Dreams              | 春殘夢斷          |
| 1949 | A Maid's Bitter Story             | 瓊樓恨            |
| 1954 | Blood Stained Flowers             | 碧血黃花          |
| 1956 | Wo xin chang dan                  | 臥薪嘗膽          |
| 1956 | Ghost at Midnight                 | 午夜魂歸          |
| 1957 | The Resurrected Rose              | 復活的玫瑰        |
| 1957 | Booze, Boobs, and Bucks           | 酒色財氣          |
| 1958 | Young Vagabond                    | 流浪兒            |
| 1959 | The Lovers and the Python         | 毒蟒情鴛          |